# Leonardo Sandri
Leonardo Sandri (Buenos Aires, 1943. november 18. –) római katolikus argentin püspök, bíboros, a Bíborosi Kollégium aldékánja, a Keleti Egyházak Kongregációja prefektusa.
1943. november 18-án született olasz szülők gyermekeként Argentína fővárosában, Buenos Airesben. Tanulmányait is itt folytatta, az Argentínai Pápai Katolikus Egyetemen teológiai licenciátust szerzett. Pappá szentelésére 1967. december 2-án került sor. Szentelését követően érseki titkárként dolgozott, majd 1970-től Rómában folytatta tanulmányait a Gregoriana Pápai Egyetemen és a Pápai Egyházi Akadémián.
1974-ben lépett a Szentszék diplomáciai szolgálatába. A következő években különböző diplomáciai pozíciókat töltött be Madagaszkáron, Rómában, majd az Egyesült Államokban 1991-től pedig a Szentszéki Államtitkárságon. 1997-ben II. János Pál pápa Venezuela apostoli nunciusává és egyúttal aemonai címzetes érsekké nevezte ki. Püspökké október 11-én szentelte Angelo Sodano bíboros a Szent Péter-bazilikában. 2000. március 1-jétől Mexikó nunciusaként szolgált. E pozíciót azonban alig fél évig töltötte be, ugyanis még ezen év októberében kinevezték a Pápai Államtitkárság Általános Részlegének élére. Tisztségében XVI. Benedek pápa is megerősítette, így egészen 2007-ig látta el feladatait. E minőségében ő jelentette be II. János Pál pápa halálának hírét a Szent Péter téren várakozó tömegnek 2005. április 2-án, este.
2007. június 9-én nevezte ki XVI. Benedek a Keleti Egyházak Kongregációja prefektusának valamint a Pápai Keleti Intézet nagykancellárjának. Prefektusi tisztségében Ferenc pápa is megerősítette. Ugyanebben az évben bíborossá is kreálta, a diakónusi rendbe. 2018 májusában előbb a presbiteri, majd június 26-án, Ferenc pápa határozata alapján a püspöki rendbe lépett. Római címtemploma a Santi Biagio e Carlo ai Catinari. Ezen kívül a Hittani Kongregáció, a Püspöki Kongregáció, a Népek Evangelizációjának Kongregációja és a Katolikus Nevelés Kongregációja valamint az Apostoli Szignatúra Legfelsőbb Bírósága tagja. 2020-ban a püspök bíborosok testülete Sandrit választotta meg a Bíborosi Kollégium aldékánjává. A döntést a pápa január 24-én hagyta jóvá.
2005-ben elnyerte a Magyar Érdemrend parancsnoki keresztje a csillaggal kitüntetést.